# Tang Fei
Tang Fei (Shanghái, 4 de abril de 1983) é uma escritora chinesa de ficção e fantasia, fotógrafa documentária e bailarina. Fei tem escrito obras literárias que se publicaram em Jinji Guancha-bao (The Economic Observer).

## Trajectória
Em seus começos, Fei publicou em revistas como Science Fiction World, Jiuzhou Fantasy e Fantasy Old and New utilizando diversos pseudónimos. Aborda diferentes géneros literários, incluindo realismo mágico ou wuxia, e inspira-se na vida quotidiana de Pequim, onde reside habitualmente. 
Seus títulos são às vezes enganosos, levando-nos deliberadamente a mal-interpretações do chinês original, com a aprovação da autora, como é o caso de Huangse Gushi 黄色故事 (literalmente, História amarela) que foi traduzido por Ken Liu como Call Girl em inglês, e como Chica de compañía na tradução espanhola realizada por Manuel de los Reyes. Esta obra foi publicada em Espanha na antologia Planetas invisíveis em 2017. O título joga com o leitor, que espera ler uma história sobre sexo ao encontrar uma jovem que espera ganhar dinheiro, e que resulta ser algum tipo de Xerazade fantástica. 
O tema dos contadores de contos voltou a retomar no relato breve Pepe, e na A Universal Elegy tratou de novo o tema de dar sentido à existência través das histórias.
Também em 2017 publicou-se A Collection of Tangfei's SF, uma compilação em inglês de 170 páginas com cinco de suas histórias curtas.